# 沅水大桥
沅水大桥也称为武陵大桥、沅水一桥，是中華人民共和國湖南省常德市的一座跨越沅江的橋樑，全长1407.86米，主跨120米，于1983年10月1日开工，1986年10月1日建成通车。